# Achnacarry
Achnacarry (schottisch-gälisch: Achadh na Càiridh)
ist ein Weiler in Privatbesitz mit Schloss im Ortsverband Lochaber in der Council Area Highland. 2011 lebten in Achnacarry 84 Personen.

## Geografie
Achnacarry liegt ungefähr 15 Meilen nördlich der Stadt Fort William in der Nähe der Ortschaft Spean Bridge. Mit dem schottisch-gälischen Achadh na Cairidh (Feld der Fischreuse) wird die Landenge zwischen Loch Lochy im Osten und Loch Arkaig im Westen beschrieben.
Königin Viktoria bemerkte bei einem Besuch eine geringe Höhe über dem Meeresspiegel und den Naturwald, welcher in Richtung Achnacarry feiner wird.

„As you approach Achnacarry, which lies rather low, but is surrounded by very fine trees, the luxuriance of the tangled woods, surmounted by rugged hills, becomes finer and finer till you come to Loch Arkaig, a little over half a mile from the house. This is a very lovely loch, reminding one of Loch Katrine, especially where there is a little pier, from which we embarked on board a very small but nice screw steamer which belongs to Cameron of Lochiel.“

## Cameron Clan
Die Chiefs des Cameron-Clans sind in Achnacarry seit 1665 sesshaft. Im August 2001 traf sich der Cameron-Clan anlässlich des 50. Jahrestages der Amtsübernahme als 26. Chief des Cameron-Clans, von Oberst Sir Donald Hamish Cameron von Lochiel und Ritter des Distelordens. Auch im Sommer 2009 hat sich dort wieder der Cameron-Clan getroffen.

## Achnacarry Castle
Hauptartikel: Achnacarry Castle

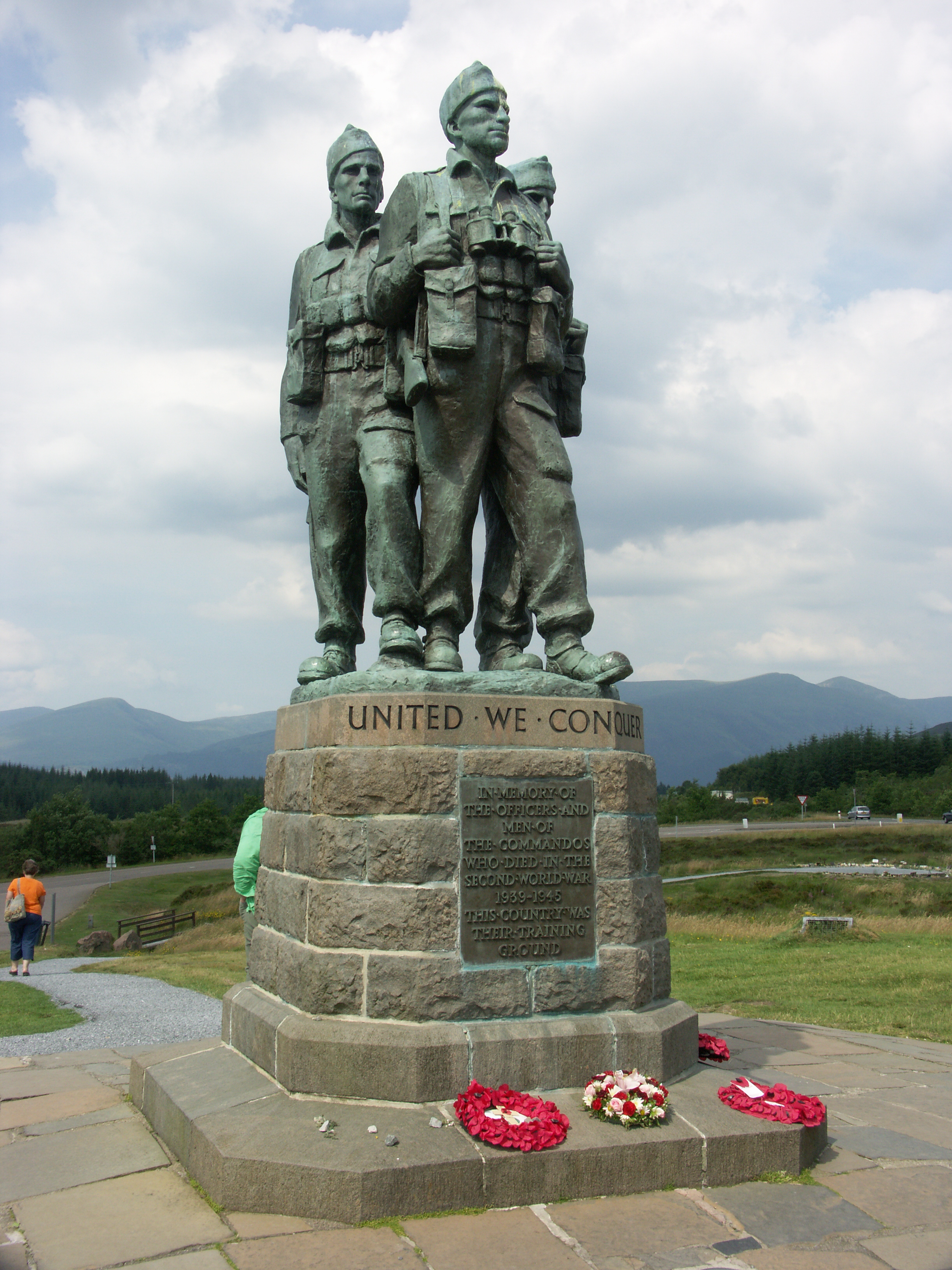
Das Commando Memorial

Das Schloss wurde 1802 im Stil des Scottish Baronials auf den Ruinen des alten Achnacarry-Schlosses errichtete. Das Schloss ist nicht öffentlich zugänglich, jedoch ein Museum des Cameron-Clans, welches sich auf dem Gelände befindet.
Das Schloss wurde als Ausbildungslager für alliierte Truppen von 1942 bis 1945 genutzt. Britische Kommandotruppen, United States Army Rangers, Kommandotruppen aus Frankreich, den Niederlanden, Norwegen, der Tschechoslowakei, Polen und Belgien übten hier mit scharfer Munition, was zu Verlusten führte, sowie das Schloss durch einen Brand beschädigte. In Erinnerung an die Ausbildung der Commandos während des Zweiten Weltkrieges wird noch heute der Commando March, ein „Speed March“ zwischen Spean Bridge und Achnacarry durchgeführt.
Am 18. August 1928 trafen sich im Schloss Achnacarry Vertreter von Erdölförderunternehmen. Sie bildeten ein geheimes Kartell und vereinbarten Förderquoten. Ein Vertrag, das Achnacarry-Abkommen oder As-Is" Agreement wurde vereinbart.

## Historisch Bedeutsames
Unter Denkmalschutz stehen im Ort die Kirche St Cian’s Church, das Old Post Office sowie die Stallungen von Achnacarry. Ausgehend vom Schloss ist die nähere Umgebung im Inventory of Gardens and Designed Landscapes in Scotland eingetragen.

## Persönlichkeiten
- John Cameron of Lochiel (1663–1747), Jakobit und der 18. Chief von Clan Cameron